# Felicja Zofia Lubomirska
Felicja Zofia Maria Lubomirska z d. Markiewicz herbu Łabędź (ur. 19 lipca 1848 w Jordanówce, zm. 6 października 1930 w Bakończycach), polska arystokratka. Żona Hieronima Adama Lubomirskiego.  

## Życiorys
Pochodziła z podupadłej sandomierskiej szlachty i początkowo w majątku Lubomirskich w Charzewicach, zajmowała się m.in. prowadzeniem ogrodu i kuchni dworskiej. Wyszła za mąż 30 XI 1875, za właściciela majątku Hieronima Adama Lubomirskiego z Lubomierza h. Drużyna, który z powodu wrodzonego kalectwa, nazywany był  ''kulawym księciem''. W 1868, od  Adama Konstantego Czartoryskiego kupili majątek w Bakończycach, obejmujący oprócz Bakończyc: Jaksmanice, Brylińce, Nehrybkę, Krówniki i Pikulice, folwark był nastawiony głównie na hodowlę koni. Z mężem częściej zamieszkiwali w bakończyckim folwarku, niż w Charzewicach, wybrawszy Bakończyce na swoją letnią rezydencję. Tu też urodził się w 1882 ich syn, Jerzy ostatni męski potomek rodu. 
W folwarku, nie było jednak odpowiednich warunków mieszkalnych. Z powodu braku na miejscu odpowiedniej siedziby, przebywali w pobliskich Rożubowicach należących do matki księcia, Karoliny Lubomirskiej z Ponińskich, podjęli więc decyzję o wybudowaniu pałacu. Pałac został wybudowany w latach 1885 – 1887, wg. projektu architekta krakowskiego Maksymiliana Nitscha.  

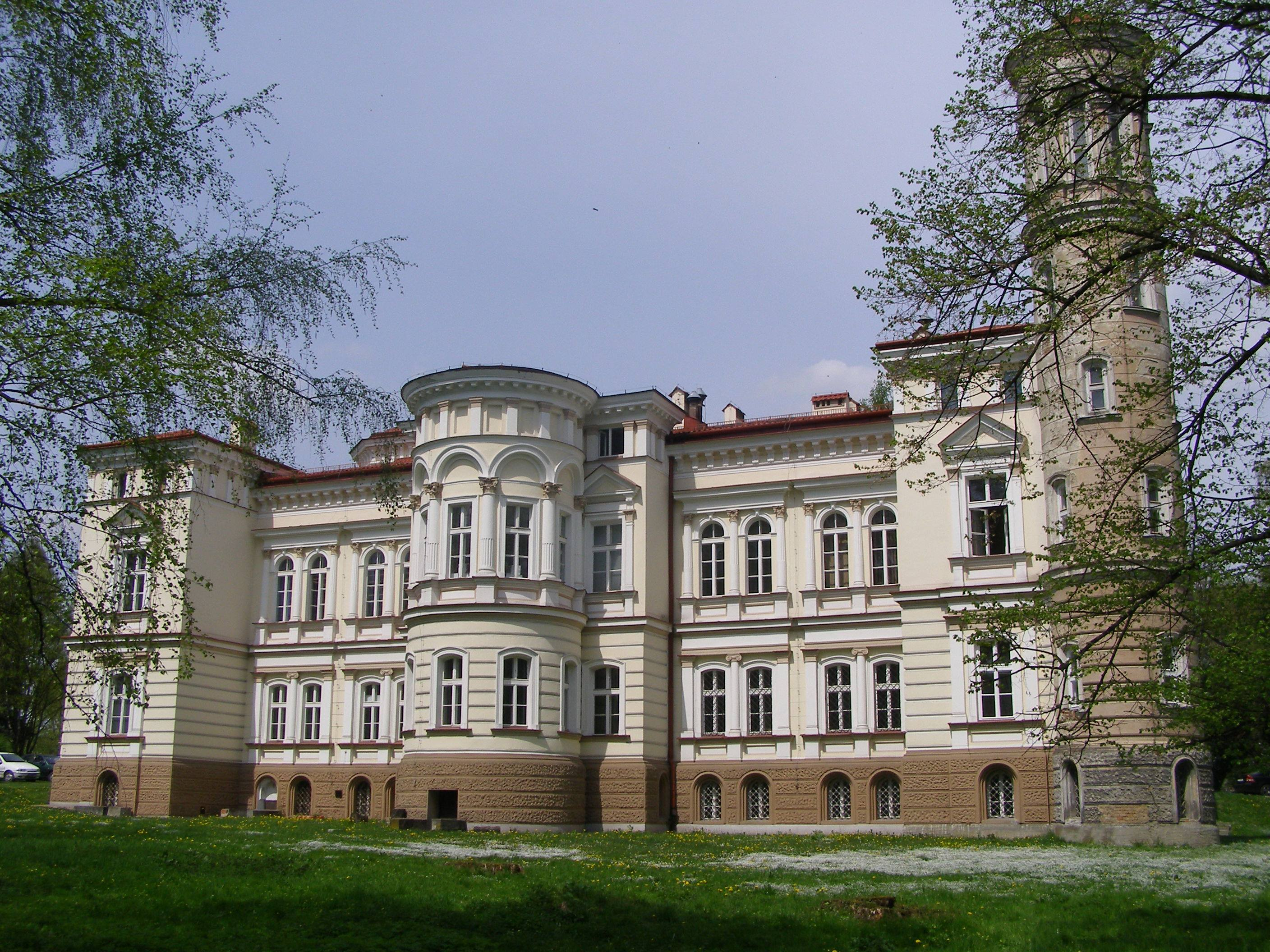
Pałac księżnej w Bakończycach

Po śmierci w 1905, mąż w pozostawionym testamencie zapisał majątek w Bakończycach na rzecz córki Karoliny, a w Charzewicach synowi Jerzemu, ale Felicję uczynił dożywotnim zarządcą i użytkownikiem całego majątku, co nie satysfakcjonowało jej dzieci i rodziło niesnaski na tle finansowym.
Felicja przed śmiercią wyjechała z Charzewic do Bakończyc, gdzie 6 października 1930  zmarła. Mszę żałobną odprawiono dwa dni później w katedrze obrządku łacińskiego w Przemyślu, a 9 października jej ciało zostało złożone na Cmentarzu Głównym w Przemyślu, kwatera RII, rząd 3, nr. grobu 19, gdzie spoczywa w wybudowanym przez dzieci grobowcu. Być może powodem niezłożenia jej po śmierci w rodzinnej krypcie było jej niskie pochodzenie, a może rodzinne niesnaski. Staraniem Towarzystwa Przyjaciół Przemyśla i Regionu grobowiec został odnowiony, a jego otoczenie uporządkowane. Stowarzyszenie przekazało go w dalszą opiekę studentom Koła Naukowego Historyków, Państwowej Akademii Nauk Stosowanych w Przemyślu, obecnemu użytkownikowi Pałacu Lubomirskich w Bakończycach.

### Dzieci
Córka Karolina Emilia Lubomirska, syn Jerzy Lubomirski.